# Discosorida

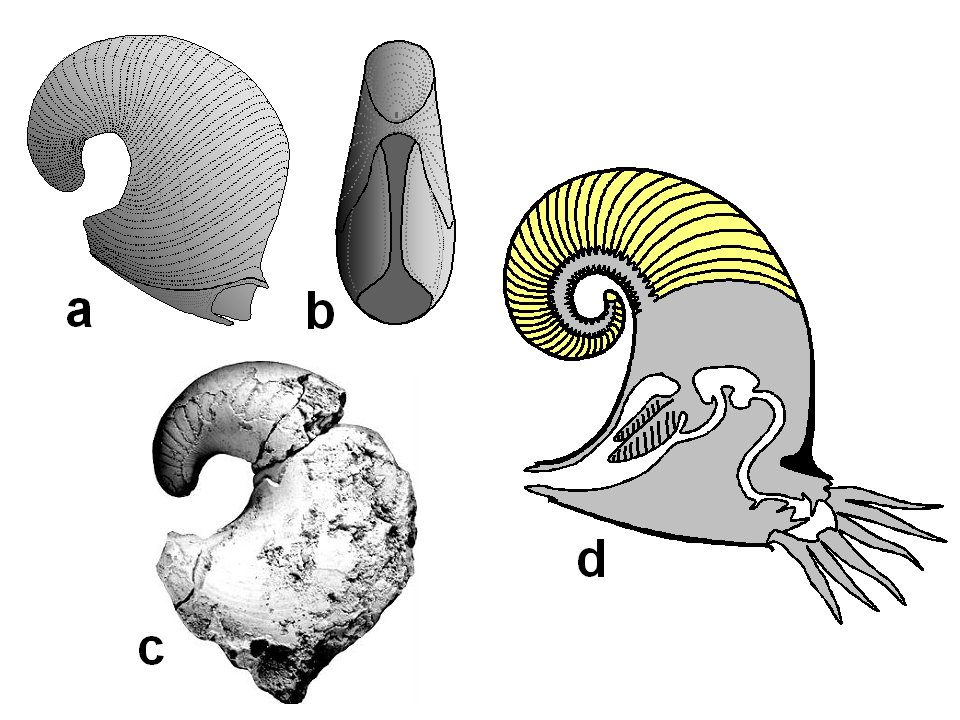
Phragmoceras Broderip, genere caratteristico dei Discosorida, una forma particolarmente evoluta di questo gruppo (Siluriano); a) veduta laterale di conchiglia (ricostruzione schematica); b) veduta orale della stessa, in cui è visibile il peristoma con il tipico seno iponomico allungato posteriormente (verso l'alto nell'immagine); c) esemplare fossile (immagine da Manda S., 2008, modificata); d) ricostruzione ideale in posizione di vita, con i tessuti viventi evidenziati in grigio (estrapolati in termini generali dal genere attuale Nautilus) e il fragmocono evidenziato in giallo.

I Discosorida Flower, 1950 sono un ordine di molluschi cefalopodi estinti, appartenenti alla sottoclasse Nautiloida, conosciuti dall'Ordoviciano Medio al Devoniano. Si tratta di un gruppo piuttosto composito e di origine ancora dibattuta.

## Descrizione
Generalmente cirtoconi-breviconi (cioè con conchiglia ricurva in vario grado e piuttosto corta), spesso compressa lateralmente, con avvolgimento sia endogastrico (sul lato ventrale) che esogastrico (sul lato dorsale). Alcune forme avanzate sono girocone (avvolgimento planispirale “lento”, con i giri non a contatto tra loro). Apertura da aperta a costretta nello stadio adulto, con spatole e lobi e seno iponomico molto marcato nelle forme avanzate. Sifone da centrale a marginale (sub-ventrale), ampio, con depositi interni: tipicamente abbiamo depositi annulosifonati (caratterizzati da un marcato “rinforzo” anulare nello spazio tra i setti), ed  endoconi (con elementi calcarei conici coassiali verso l'apice) in alcune forme avanzate.

## Habitat
I Discosorida erano probabilmente forme necto-bentoniche, poco mobili. 

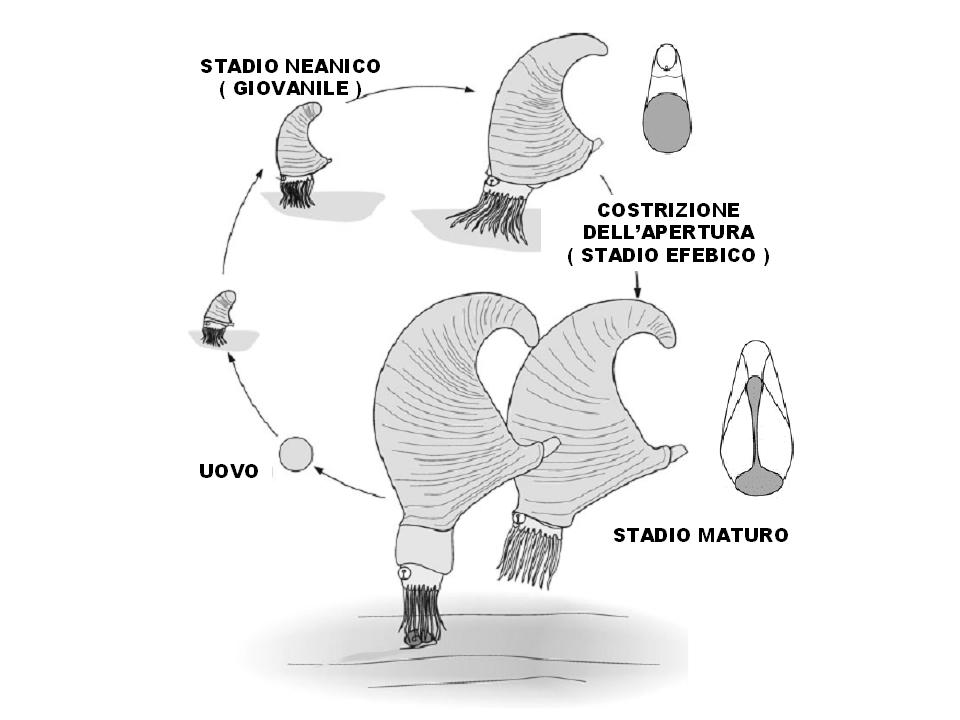
Schema ricostruttivo dell'ontogenesi di nautiloidi appartenenti all'ordine Discosorida (genere Phragmoceras), caratterizzati dalla costrizione dell'apertura della conchiglia durante lo stadio efebico. Le forme giovanili, con apertura non costretta avevano una conchiglia orto- o cirtoconica, breviicona ed erano probabilmente necto-bentonici. Le forme adulte sono caratterizzate da una conchiglia giroconica endogastrica con apertura costretta e seno iponomico molto differenziato e orientato posteriormente, ed erano probabilmente forme più mobili, nectoniche. Da Manda (2008), modificato

La posizione di vita era probabilmente con il capo verso il basso e la conchiglia orientata verso l'alto. Per le forme con apertura costretta è stata ipotizzata una dieta di tipo microfago (cioè limitata a microrganismi), considerando che la scarsa luce dell'apertura non poteva consentire una predazione efficiente, ma questa interpretazione non è concorde tra gli studiosi. La costrizione dell'apertura avviene solo nella forma adulta, indicando una netta variazione della nutrizione e dello stile di vita nel corso dell'ontogenesi.